# De Queen, Arkansas
De Queen là một thành phố thuộc quận Sevier, tiểu bang Arkansas, Hoa Kỳ. Năm 2010, dân số của thành phố này là 6594 người.

## Dân số
- Dân số năm 2000: 5765 người.
- Dân số năm 2010: 6594 người.